# Langfredagsjordskælvet i Alaska
Langfredagsjordskælvet i Alaska var et jordskælv, der fandt sted 27. marts 1964 kl. 17:36 (lokal tid) ved Prince William Sound i Alaska, USA. Skælvet målte 9,2 på richterskalaen. Skælvet, der varede i fire minutter, kostede 131 mennesker livet (til dels på grund af en efterfølgende tsunami), heraf de 115 i Alaska og 16 i Oregon og Californien. Skælvet var blandt de længstvarende jordskælv i nyere tid. Jordskælvet og den efterfølgende tsunami forårsagede skader for $311 mio. Jordskælvet ramte især byen Anchorage.
Jordskælvets epicenter lå 120 km vest for Anchorage i en dybde af ca. 25 km og var det næststørste, der nogensinde er målt. I de efterfølgende dage var der elleve efterskælv, der målte mere end 6,0. Der fulgte adskillige efterskælv i mere end et år, hvoraf der var ni i de efterfølgende tre uger. Jordskælvet berørte et område på 1.300.000 km2, hvilket dækkede hele Alaska og dele af Canada.